# 166-я танковая бригада
 166-я отдельная танковая бригада  — танковая бригада Красной армии в годы Великой Отечественной войны.
Сокращённое наименование — 166 отбр.

## Боевой и численный состав
Бригада формировалась по штатам № 010/345-010/352 от 15.02.1942 г.:
- Управление бригады [штат № 010/345]
- 364-й отд. танковый батальон [штат № 010/346]
- 365-й отд. танковый батальон [штат № 010/346]
- Мотострелково-пулеметный батальон [штат № 010/347]
- Противотанковая батарея [штат № 010/348]
- Зенитная батарея [штат № 010/349]
- Рота управления [штат № 010/350]
- Рота технического обеспечения [штат № 010/351]
- Медико-санитарный взвод [штат № 010/352]

## Подчинение
Периоды вхождения в состав Действующей армии:
- с 19.07.1942 по 20.08.1942 года.[1]

| Дата            | Фронт (округ)             | Армия              | Корпус               | Дивизия | Бригада | Примечания |
| --------------- | ------------------------- | ------------------ | -------------------- | ------- | ------- | ---------- |
| 01.03.1942 года | Уральский военный округ   |                    |                      |         |         |            |
| 01.04.1942 года | Уральский военный округ   |                    |                      |         |         |            |
| 01.05.1942 года | Уральский военный округ   |                    |                      |         |         |            |
| 01.06.1942 года | Уральский военный округ   |                    |                      |         |         |            |
| 01.07.1942 года | РВГК                      | 3-я танковая армия |                      |         |         |            |
| 01.08.1942 года | Сталинградский фронт      | 1-я танковая армия | 13-й танковый корпус |         |         |            |
| 01.09.1942 года | Приволжский военный округ |                    |                      |         |         |            |
| 01.10.1942 года | Московский военный округ  |                    |                      |         |         |            |

## Командиры

### Командиры бригады
- Моцкин Яков Львович, майор, с 09.06.1942 подполковник, врид, 29.03.1942 - 03.07.1942 года.[2][3]
- Коробицын Игнат Андреевич, подполковник, ид, 03.07.1942 - 25.07.1942 года.[4]
- Коробицын Игнат Андреевич, подполковник, с 30.08.1942 полковник (тяжело ранен) 25.07.1942 - 01.10.1942 года.

### Начальники штаба бригады
- Крицкий А. В., капитан, 13.04.1942 - 17.04.1942 года.[5]
- Пиорунский Иван Данилович, подполковник, 17.04.1942 - 00.07.1942 года.[6]
- Малевич Герман Фёдорович, майор, 26.07.1942 - 00.10.1942 года.[7]

### Заместитель командира бригады по строевой части
- Моцкин Яков Львович, майор, с 09.06.1942 подполковник (01.08.1942 погиб в бою), 01.03.1942 - 01.08.1942 года.

### Начальник политотдела, заместитель командира по политической части
- Котляр Моисей Наумович, батальонный комиссар, 09.03.1942 - 19.04.1942 года.
- Голубев Николай Степанович, батальонный. комиссар , 19.04.1942 - 22.08.1942 года.
- Цетенко Василий Иванович, батальонный. комиссар 22.08.1942 - 26.10.1942 года.[8]